# Bukola Abogunloko
Bukola Abogunloko (née le 18 août 1994 à Ijero) est une athlète nigériane, spécialiste du 400 mètres.

## Palmarès
| Date | Compétition                          | Lieu       | Résultat | Épreuve       | Performance   |
| ---- | ------------------------------------ | ---------- | -------- | ------------- | ------------- |
| 2010 | Championnats du monde juniors        | Moncton    | 6e       | 400 m         | 53 s 74       |
| 2010 | Championnats du monde juniors        | Moncton    | 5e       | 4 × 100 m     | 44 s 84       |
| 2010 | Championnats du monde juniors        | Moncton    | 2e       | 4 × 400 m     | 3 min 31 s 84 |
| 2010 | Championnats d'Afrique               | Nairobi    | 1re      | 4 × 400 m     | 3 min 29 s 26 |
| 2010 | Jeux olympiques de la jeunesse d'été | Singapour  | 3e       | 400 m         | 53 s 47       |
| 2010 | Jeux olympiques de la jeunesse d'été | Singapour  | 2e       | Relais medlay | 2 min 06 s 19 |
| 2011 | Championnats du monde                | Daegu      | 6e       | 4 × 400 m     | 3 min 29 s 82 |
| 2011 | Jeux africains                       | Maputo     | 6e       | 400 m         | 53 s 08       |
| 2011 | Jeux africains                       | Maputo     | 1re      | 4 × 400 m     | 3 min 31 s 21 |
| 2012 | Championnats d'Afrique               | Porto-Novo | 4e       | 400 m         | 51 s 78       |
| 2012 | Championnats d'Afrique               | Porto-Novo | 1re      | 4 × 400 m     | 3 min 28 s 77 |
| 2012 | Jeux olympiques                      | Daegu      | DSQ      | 4 × 400 m     | —             |
| 2013 | Championnats du monde                | Moscou     | 5e       | 4 × 400 m     | 3 min 27 s 57 |
| 2014 | Championnats du monde en salle       | Sopot      | 5e       | 4 × 400 m     | 3 min 31 s 59 |

### Records
| Épreuve    | Performance | Lieu    | Date        |
| ---------- | ----------- | ------- | ----------- |
| 200 mètres | 23 s 19     | Atlanta | 12 mai 2012 |
| 400 mètres | 51 s 57     | Atlanta | 12 mai 2012 |